# 卡萨斯德吉哈罗
卡萨斯德吉哈罗，是西班牙卡斯蒂利亚-拉曼恰昆卡省的一个市镇。总面积8平方公里，总人口132人（2001年），人口密度17人/平方公里。